# Армійський корпус

Умовне позначення корпусу в НАТО

Армі́йський ко́рпус (АК) — корпус у складі сухопутних військ, основу якого, як правило, складають механізовані (мотострілецькі, стрілецькі, піхотні, мотопіхотні) з'єднання (дивізія, бригада) та частини, підрозділи інших родів військ та спеціальних військ, органів управління та забезпечення.
Як правило входить до складу загальновійськової (польової) армії. Може бути окремим. Може мати в назві № (римські і арабські цифри), називатися за командирами та за місцевостями.
Армійські корпуси виникли з появою масових армій, коли для бойових дій стало збільшення просторового розмаху й ускладнилося управління військовими формуваннями, що мають численний бойовий склад і різноманітне озброєння. Створення армійських корпусів обумовлювалося також необхідністю мати з'єднання, здатні вирішувати бойові завдання на самостійному операційному напрямку невеликої ємності.
Становлення та поширення корпусної системи в Європі відбувалося головно напередодні та під час Наполеонівських воєн.
До початку Першої світової війни армійські корпуси були в арміях майже всіх держав, складалися з 2-4 дивізій, корпусних частин і нараховували до 50 тисяч чоловік.

## В Україні
Структурно у збройних силах Української держави Павла Скоропадського було сформовано 8 армійських корпусів. У складі збройних сил ЗУНР було сформовано 5 армійських корпусів.
Станом на 1992 в Збройних силах України перебувало 6 армійських корпусів. Останній з них, 8-й армійський корпус, було розформовано у 2015 році. Залишився існувати Корпус резерву.
В 2022—2023 роках, після початку повномасштабного вторгнення РФ на територію України, було сформовано 9-й та 10-й армійські корпуси. Корпус резерву був переформований на 11-й армійський корпус. На жовтень 2024 року тривало формування четвертого за рахунком армійського корпусу.
Окрім армійських корпусів в складі Сухопутних військ, були створені корпуси Десантно-штурмових військ (Корпус швидкого реагування) та Корпус морської піхоти. Також був сформований у складі Сил спеціальних операцій Корпус «Рейнджерів», який спеціалізується на розвідці, проведенні штурмових операцій та рейдів у тилу ворога.
23 лютого 2025 року Верховний головнокомандувач на Ставці визначив склад армійських корпусів та призначив командирів. Призначено 18 командирів корпусів, які будуть займати свою смугу фронту та отримають визначений постійний комплект військ. Більшість бригад тепер зводяться до складу 18 корпусів. Більшість корпусів будуть складатись з 5 бригад, один корпус з 7 бригад. 13 корпусів створюються у сухопутних військах, 2 корпуси десантно-штурмових, 1 морської піхоти, 2 Нацгвардії.

## Структура
Приблизна структура армійського корпусу наприкінці холодної війни:
- управління (штаб)
- батальйон охорони та забезпечення
- танкова дивізія
- танкова дивізія (комплект)
- механізована дивізія
- механізована дивізія
- механізована дивізія (комплект)
- механізована дивізія (комплект)
- ракетна бригада
- артилерійська бригада/артилерійський полк
- протитанковий артилерійський полк
- реактивний артилерійський полк
- зенітна ракетна бригада/зенітний ракетний полк
- змішана авіаційна ескадрилья/гелікоптерний полк
- ескадрилья БПЛА (розвідка)
- полк зв'язку
- полк матеріального забезпечення
- окремий радіотехнічний батальйон
- окремий інженерно-саперний батальйон
- окремий переправно-десантний батальйон
- окремий батальйон хімічного захисту
- окремий батальйон РЕБ
- окремий ремонтно-відновлювальний батальйон
- окремий розвідувальний батальйон
- окремий десантно-штурмовий батальйон